# Carlo Morgari
Carlo Morgari (Torino, 20 ottobre 1888 – Torino, 1º novembre 1970) è stato un pittore italiano, attivo a Torino.

## Biografia
Figlio d'arte, Carlo Morgari fu il figlio terzogenito del pittore Luigi Morgari, fu fratello di Paolo Emilio junior ed Emilia, anch'essi artisti, oltre che essere il nipote di Paolo Emilio senior e il pronipote di Giuseppe Morgari.
Tra le varie opere per le quali è noto si segnala la decorazione di numerose chiese dalla Valle d'Aosta, effettuata nella prima metà del XX secolo, e l'esecuzione dei dipinti su tela che illustrano la via Crucis della Collegiata di Sant'Orso. Fu in generale un artista molto prolifico e venne spesso apprezzato dalla committenza ecclesiastica.

## Opere
- Ferrere (AT), affreschi nella navata e sulla parete del coro della chiesa parrocchiale (1926).[4]
- Brusson (AO): pala dell'altare maggiore della parrocchiale di San Maurizio (1931).[5]
- Botticino (BS): affresco navate della chiesa parrocchiale (1932).[6]
- Bruino (TO): affresco raffigurante San Martino sulle pareti esterne del castello.[7]

- Ancona, Chiesa della Sacra Famiglia: pala dell'altare maggiore con La Sacra Famiglia e quadro dell'altare laterale sx con rappresentato San Giovanni Bosco (1936)
- Torino, Santuario di Maria Ausiliatrice: quadro di Gesù con la croce nella cappella laterale dedicata al Sacro Cuore (1939).[8]
- San Domenico Savio, (1950), opera custodita nella basilica concattedrale del Santissimo Salvatore di Messina.
- Chieri  (TO): pala dedicata al Sacro Cuore nella sacrestia della chiesa di Sant’Antonio Abate (1957).[3]
- Mese (SO): chiesa di S. Vittore. Dipinti murali cappella di sinistra. Firmati C. Morgari.
- Casnate con Bernate (CO): affresco alla destra dell'altare maggiore raffigurante S. Antonio in preghiera nel deserto (1941)[9]